# Ošlje
Ošlje is een plaats in de gemeente Dubrovačko Primorje in de Kroatische provincie Dubrovnik-Neretva. De plaats telt 96 inwoners (2001).